# レジン (マルウェア)
レジン（英語: Regin）は、2014年に存在が明らかにされたマルウェアである。
2014年11月24日、アンチウイルスソフトウェア企業シマンテックは、2008年以降世界中の政府機関・企業・研究機関・個人などを標的とする組織的なスパイ活動に使用され、スタックスネットと共通の特徴を有する高度なスパイウェアレジンを発見した、と発表した。同社の研究者は、レジンの構造が複雑であることから、その開発には相当の時間と資源が費やされ、国家が関わっている、との見方を示した。
同日、ニュースサイトジ・インターセプトは、レジンにアメリカ合衆国とイギリスの情報機関が関与している可能性を指摘、欧州連合やベルギーのネットワークに対する攻撃に使用されていた、と報じた。
レジンの感染が確認された国は、ロシア（28％）・サウジアラビア（24％）・メキシコ・アイルランド・インド・アフガニスタン・イラン・ベルギー・オーストリア・パキスタンであり、アメリカ合衆国での感染は報告されていない。発生時期は2008年-2011年および2013年以降であった。